# Łęg Baliński
Łęg Baliński – wieś w Polsce położona w województwie łódzkim, w powiecie poddębickim, w gminie Uniejów.
W latach 1975–1998 miejscowość administracyjnie należała do województwa konińskiego.